# Lili Ivanova
Lili Ivanova, född 24 april 1939 i Kubrat, är en bulgarisk popmusiker. 
Ivanova slog igenom på 1960-talet. Hon har turnerat flitigt utomlands, framför allt i Ryssland och andra länder i det forna östblocket.